# Французька академія в Римі
41°54′30″ пн. ш. 12°28′57″ сх. д. / 41.908333333333° пн. ш. 12.4825° сх. д.

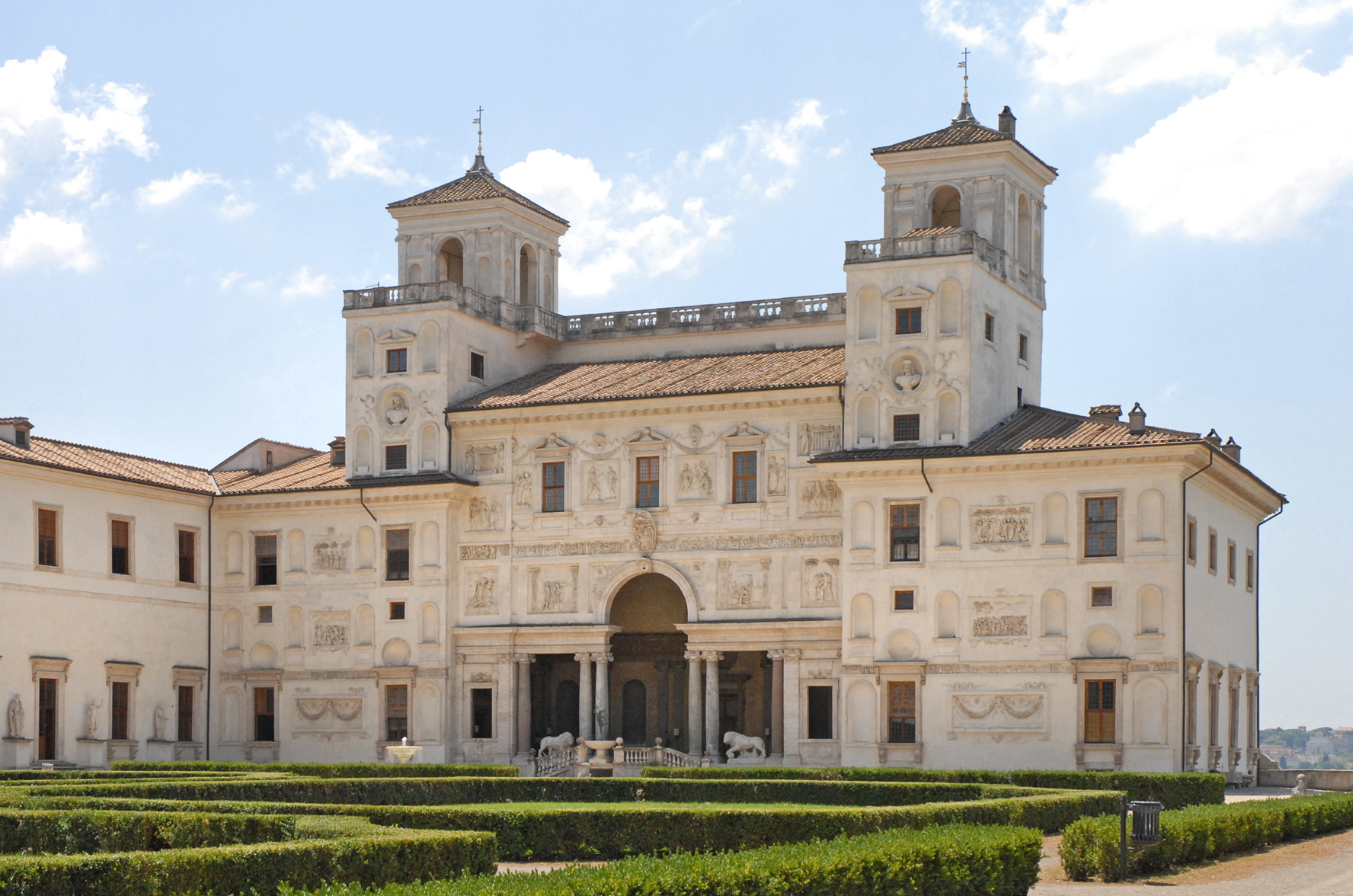
Вілла Медічі. Вид з боку парку.

Французька академія в Римі (фр. Académie de France à Rome) — французька академія мистецтв у віллі Медічі, на пагорбі Пінчо в Римі.

## Історія
Академія заснована в палаці Капраніка (італ. Palazzo Capranica) 1666 року указом французького короля Людовиком XIV. У перші роки академію очолювали придворні художники Шарль Еррар та Ноель Куапель. З XVII до XIX століття Академія була вершиною навчання для обраних французьких художників, які здобули престижну Римську премію (фр. Prix de Rome). Переможці одержували можливість вивчення мистецтва та архітектури в Римі протягом 3, 4 чи 5 років (в залежності від дисципліни). Їх називали і називають пансіонерами Академії (фр. pensionnaires de l'Académie), оскільки за них сплачуються кошти пансіону й навчання.
До 1737 року Академія розміщувалася в палаці Капраніка, а з 1737 по 1793 року — в палаці Манчіні (італ. Palazzo Mancini). 1803 року, щоб убезпечити від можливої революції, Наполеон Бонапарт перемістив Академію на Віллу Медічі. Молодим французьким художникам надавалися можливості споглядати та копіювати шедеври античності й Відродження, відправляючи свої твори назад в Париж. У 1835–1840 роки академію очолював Жан-Огюст-Домінік Енгр.
У перебіг Першої світової війни Римська премія не вручалася, а під час наступної світової війни син італійського диктатора Бруно Муссоліні відібрав віллу у французів, тож пансіонери були змушені перебратися в Ніццу. Остаточно Римська премія була скасована міністром А. Мальро 1968 року. Паризька Академія образотворчих мистецтв та Інститут Франції передали права володіння вілою Медічі міністерству культури та Французькій республіці.
Наприкінці XX століття в традиційне коло дисциплін (живопис, скульптура, архітектура, гравірування медалей, гравірування коштовних каменів, музична композиція) були впроваджені нові: історія мистецтва, археологія, література, драматургія, фотографія, кіно, відео, реставрація, писемність та навіть кулінарія. На навчання до Академії приймаються вже не на основі конкурсу, а за заявою. Тривалість навчання варіюється від 6 до 18 місяців, рідше один або два роки.

## Директори академії
- 1792–1807 Жозеф-Бенуа Сюве
- 1807 П'єр-Адрієн Паріс
- 1807–1816 Гійом Гійон Летьєр
- 1816–1823 Шарль Тевнен
- 1823–1828 П'єр-Нарсіс Герен
- 1829–1834 Орас Верне
- 1835–1840 Жан-Огюст-Домінік Енгр
- 1841–1846 Жан-Віктор Шнец
- 1847−1851 Жан Ало
- 1851–1866 Жан-Віктор Шнец
- 1866–1867 Жозеф Нікола Робер-Флері
- 1867–1873 Ернест Ебер
- 1873–1878 Жуль Ежен Леневе
- 1879–1884 Луї Каба
- 1885–1890 Ернест Ебер
- 1891–1904 Жан-Батист Клод Ежен Гійом
- 1905–1910 Еміль Огюст Каролюс Дюран
- 1913–1921 Альбер Бенар
- 1921–1933 Дені Пюек
- 1933–1937 Поль Ландовскі
- 1937–1960 Жак Ібер
- 1960–1977 Бальтюс
- 1979–1985 Жан Лемарі
- 1985–1994 Жан-П'єр Дро
- 1994–1997 П'єр-Жан Ремі (П'єр-Жан Ангремі)
- 1997–2002 Брюно Расін
- 2002–2008 Рішар Редюззі
- 2008–2009 Фредерік Міттеран
- 2009- Ерік де Шассе